# Veľké Ludince
Veľké Ludince este o comună slovacă, aflată în districtul Levice din regiunea Nitra. Localitatea se află la altitudinea de 173 m deasupra n.m., se întinde pe o suprafață de 9,19 km2 și în 2017 număra 1.471 de locuitori.

## Istoric
Localitatea Veľké Ludince este atestată documentar din 1282.

## Demografie
| An:                | 1994 | 2004   | 2014    | 2024   |
| ------------------ | ---- | ------ | ------- | ------ |
| Număr de persoane: | 1729 | 1680   | 1503    | 1458   |
| Diferență:         |      | −2,83% | −10,53% | −2,99% |

| An:                | 2023 | 2024   |
| ------------------ | ---- | ------ |
| Număr de persoane: | 1470 | 1458   |
| Diferență:         |      | −0,81% |